# Aeroportul Manuel Carlos Piar Guayana
Aeroportul Manuel Carlos Piar Guayana (IATA: PZO, ICAO: SVPR) este un aeroport din Ciudad Guayana⁠(d), Bolívar, Venezuela ce deservește zona Ciudad Guayana⁠(d).
Situat la o altitudine de 143 m, aeroportul dispune de o singură pistă.